# Dimos Aktio-Vonitsa
Dimos Aktio-Vonitsa (Aktio-Vonitsa) är en kommun i Grekland.   Den ligger i prefekturen Nomós Aitolías kai Akarnanías och regionen Västra Grekland, i den centrala delen av landet, 260 km väster om huvudstaden Aten. Antalet invånare är 17 872. Arean är 663 kvadratkilometer.
Terrängen i Dimos Aktio-Vonitsa är varierad.